# 大鲁斯巴赫
大鲁斯巴赫是奥地利下奥地利州科尔新堡县的一个市镇。总面积32.71平方公里，总人口2227人（2019年1月1日），人口密度62.2人/平方公里（2005年）。

## 地理
大鲁斯巴赫位于科爾新堡以北17千米处的丘陵地区，鲁斯巴赫河河谷中。其总面积为32.71平方千米，其中14.2是林地。